# Coerentismo
Il Coerentismo è una corrente dell’epistemologia moderna.
Il Coerentismo implica che una credenza per essere giustificata debba appartenere a un sistema coerente di credenze.

## Definizione
Nella sua forma più forte, il Coerentismo afferma che, affinché una credenza sia giustificata, la sua appartenenza a un sistema coerente di credenze è
1. necessaria (la coerenza è concepita come ciò in cui risiede il criterio della verità),
2. sufficiente (la coerenza è vista come ciò in cui risiede la natura della verità).

Forme più deboli di Coerentismo non concordano con entrambi i punti.
Il Coerentismo della necessità, per esempio, si limita ad affermare la condizione 1, che in un certo senso vede la coerenza come una “condizione strutturale” della giustificazione. Questa condizione strutturale pone un vincolo sul modo in cui le convinzioni devono essere legate l’una con l’altra per essere giustificate, ma non è un fattore sufficiente per giustificare: possono infatti esserci altre condizioni non strutturali.
Interpretazioni ancora più deboli assegnano alla coerenza solo un ruolo supplementare per giustificare le credenze.
Simili interpretazioni affermano che la coerenza non crea la giustificazione di una credenza, ma può rafforzarla;  la credenza deve però essere già giustificata a prescindere dalla coerenza.
Per far sì che la coerenza sia sufficiente per creare la giustificazione, quest'ultima dovrebbe essere generata da zero dalla coerenza.
Non tutti i filosofi che si autodefiniscono coerentisti si trovano d'accordo con entrambi i punti che definiscono come una credenza sia giustificata.
BonJour, nel suo libro The structure of empirical knowledge, sostiene che la coerenza non è sufficiente a giustificare una credenza poiché quest'ultima deve soddisfare una distintiva condizione interna. Inoltre, dal momento che sostiene che per giustificare una credenza a priori la coerenza non sia necessaria, non sostiene che la coerenza sia necessaria nemmeno per la giustificazione epistemica.

## Teorie contrarie al Coerentismo
Una delle teorie da cui deve essere distinto il Coerentismo è la teoria della coerenza della verità, secondo la quale una proposizione è vera solo nel caso sia coerente con un gruppo di proposizioni. Questa teoria viene reputata troppo permissiva, in quanto dire “Io sono una farfalla”, proposizione falsa, è comunque coerente con il gruppo di proposizioni che segue: “Prima ero un bruco”, “Io so volare”.
Un'altra teoria da cui si distingue il Coerentismo è l’Olismo, teoria secondo la quale possedere un particolare concetto richiede necessariamente il possesso di altri concetti. Per esempio, per conoscere il concetto di “omicidio”, dobbiamo conoscere anche il concetto di “assassino” e “morte”.
Queste due teorie riguardano rispettivamente la verità e il possesso di concetti, ma non dicono niente riguardo alle condizioni in cui una credenza è giustificata.

## Storia
Sebbene diversi epistemologi abbiano contribuito in modo significativo al coerentismo epistemico, è un gruppo di epistemologi contemporanei che ha fatto di più per sviluppare il coerentismo: in particolare BonJour (1943 - ) nell’opera The Structure of Empirical Knowledge (1985) e Lehrer (1936 - ) in Knowledge (1974) e Theory of Knowledge (1990), ma anche Sellars (1912-1980) in Science, Perception and Reality (1963), Lycan (1945 - ) in Judgment and Justification, e Harman (1938 - ) in  Thought (1973) ed in Change in View. (1986).
Nonostante questa lunga lista di nomi, il coerentismo è una posizione di minoranza tra gli epistemologi. Probabilmente è solo nell'epistemologia morale che il coerentismo gode di ampia accettazione.

## Il problema del regresso all'infinito
Il problema del regresso all'infinito (anche conosciuto come diallelus, in latino) è un problema epistemologico collegabile all'affermazione secondo cui ogni proposizione richiede una giustificazione.
Ad esempio: è mia convinzione che domani sarà martedì. Questa convinzione è giustificata da altre due convinzioni: 
1. sono convinto che oggi sia lunedì e
2. il giorno successivo al lunedì è il martedì.

La mia convinzione che domani sarà martedì trae la sua giustificazione da queste altre due convinzioni, quindi è giustificata solo se queste altre convinzioni lo sono. Queste ultime potrebbero a loro volta essere giustificate da altre convinzioni oppure in altro modo.
Ciò produce tre opzioni:
1. Fondazionalista: la serie di credenze termina con speciali convinzioni giustificate chiamate "credenze di base”, le quali non devono la loro giustificazione ad altre credenze;
2. Infinitista: la serie di relazioni da cui una credenza deriva la sua giustificazione continua senza terminare o chiudersi in un circolo;
3. Coerentista: la serie di credenze può ripiegarsi su sé stessa includendo le credenze precedenti nella serie.

Il problema del regresso è il punto di partenza per due comuni obiezioni all'opzione coerentista.
La prima è che il coerentismo si basi su ragionamenti circolari, che sono un difetto epistemico. Un coerentista che segue la condizione della necessità sarà infatti accusato di rendere i ragionamenti circolari necessari per una credenza giustificata, mentre chi segue la condizione della sufficienza verrà accusato di rendere i ragionamenti circolari parte della coerenza, sufficiente per una credenza giustificata. 
La seconda critica l'idea che la coerenza sia necessaria per la giustificazione. Secondo questa idea coerentista, una credenza è giustificata solo se, attraverso una catena di altre credenze, alla fine si ritorna alla credenza originaria; questo comporta che la credenza originaria sia giustificata, almeno in parte, da sé stessa. Tuttavia, la convinzione sopracitata che domani sia martedì non è giustificata nemmeno in parte da sé stessa poiché è derivata, per deduzione, da altre credenze.

### La risposta del coerentismo
Alcuni coerentisti hanno risposto all'accusa di circolarità suggerendo che ragionare circolarmente non è un problema finché il circolo è abbastanza ampio, ma questa risposta non viene considerata convincente.
Secondo altre risposte, l'accusa di circolarità e quella di autosufficienza si basano su un frainteindiento del coerentismo, che si occupa di sistemi di credenze e non di credenze individuali come quella del "martedì".
Tuttavia, il coerentismo sembra proporre una visione "olistica" della giustificazione secondo la quale il principale portatore della giustificazione epistemica è un sistema di credenze.
Alcuni hanno sostenuto che il passaggio alla giustificazione olistica non riesca veramente a rispondere alle accuse di circolarità e di autosufficienza.
Poiché anche ammettendo che si tratta di un sistema di credenze che è principalmente giustificato, è anche vero che un sistema di credenze è giustificato in virtù del fatto che le credenze individuali che compongono il sistema si relazionano l'una con l'altra in modo circolare. Ed è anche vero che una credenza deve auto-sostenersi se deve essere giustificata, poiché ciò è necessario se il relativo sistema di credenze, e quindi la credenza individuale, deve essere giustificato.
Non è così chiaro, quindi, che la risposta che evidenzia la natura olistica della giustificazione abbia successo.
Tuttavia, associando la visione olistica epistemica a una seconda visione, un coerentista potrebbe avere una risposta pienamente soddisfacente. Ma anche per questa seconda visione si tratta di un altro equivoco sul coerentismo che potrebbe trovarsi dietro l'accusa di circolarità e quella di autosufficienza. Questo equivoco ha a che fare con la varietà di modi in cui le nostre convinzioni possono sostenersi a vicenda in modo che vengano giustificate. Ognuna delle credenze giustificate è sostenuta e supportata da altre credenze. Ciò significa che tra le relazioni di sostegno esistono relazioni di supporto simmetriche. Le convinzioni che sostengono relazioni di sostegno sufficientemente forti l'una con l'altra sono coerenti e quindi giustificate.
Ciò contrasta con la visione fondazionalista delle credenze in credenze di base e credenze non basilari, poiché, secondo i fondazionalisti, non ci sono relazioni di supporto simmetriche.

## Argomenti contro il coerentismo della sufficienza
Secondo alcune critiche il coerentismo della sufficienza è inaccettabile perché non riconosce alcun ruolo essenziale dell'esperienza nel giustificare le convinzioni sul mondo esterno, in quanto le condizioni che sono sufficienti a giustificare le convinzioni sono limitate ad altre credenze. Che questo sia un motivo per rifiutare il coerentismo di sufficienza è motivato in diversi modi.
Un modo fa appello a una mancanza di connessione alla verità: dal momento che il coerentismo non dà alcun ruolo essenziale all'esperienza, non c'è motivo di aspettarsi che un coerente sistema di credenze rifletta con precisione il mondo esterno. Questa linea di attacco viene spesso definita "obiezione dell'isolamento".
Un secondo argomento contro il coerentismo è il fatto che per ogni sistema di credenze coerenti esistono molteplici sistemi alternativi altrettanto coerenti.
Tuttavia, se ci sono molti sistemi ugualmente coerenti, ma incompatibili, e se pochi di questi sistemi fanno un lavoro adeguato per rappresentare fedelmente la realtà, allora la coerenza non è un buon indicatore di verità.

## Argomenti contro il coerentismo della necessità
È altamente plausibile che gli umani abbiano molte credenze giustificate. Quindi, se la giustificazione richiede coerenza, ogni essere umano dovrebbe avere sistemi coerenti di credenze e dovrebbe essere in grado di controllare la loro coerenza. Cherniak (1945 - ) propone l'uso di una tavola di verità per determinare se per esempio un sistema di 138 convinzioni sia davvero logicamente coerente e mostra che anche verificando molto rapidamente ogni rapporto i tempi richiesti sono molto superiori a quelli della vita di un essere umano; un controllo del genere è quindi implausibile dal punto di vista fisiologico.
Tuttavia, il coerentismo non richiede che una persona verifichi che un sistema sia logicamente coerente e non richiede nemmeno che una persona sia in grado di verificarlo. Richiede solo che il sistema sia in sé logicamente coerente.
Anche ammettendo questa risposta, l'argomento di Cherniak può però implicare che gli esseri umani non formano le loro credenze in virtù della loro coerenza, poiché ogni meccanismo cognitivo in grado di farlo dovrebbe essere molto più potente di qualsiasi altro meccanismo noto. In secondo luogo, è altamente plausibile pensare che gli esseri umani siano spesso in grado di mostrare che le loro credenze sono giustificate; ma l'argomento di Cherniak suggerisce che se il coerentismo avesse ragione, questo spesso andrebbe oltre le loro capacità.